# Karl Lindemann (Manager)
Karl Wilhelm Ove Theodor Lindemann (* 17. April 1881 in Goldberg; † 4. Juli 1965 in Bremen) war ein deutscher Kaufmann, Vorsitzender des Aufsichtsrats des Norddeutschen Lloyd, ab 1936 Mitglied im Präsidium der deutschen Gruppe der Internationalen Handelskammer und letzter Präsident der Reichswirtschaftskammer.

## Ausbildung und Tätigkeit in China
Als Sohn eines Geheimen Konsortialrats und seiner Ehefrau Minna Becker besuchte er das Gymnasium Friderico-Francisceum in Doberan. Von 1896 bis 1900 absolvierte er eine kaufmännische Lehre in Hamburg. Danach leistete er von 1900 bis 1901 das Einjährige im freiwilligen Militärdienst ab. Anschließend ging er 1902 nach China. Dort arbeitete er für die Firma Fuhrmeister & Co. 1908 ging er nach Hankow und wurde für die Bremer Firma Melchers & Co. als Leiter der Filiale und Prokurist tätig. In Hankow übernahm er von 1908 bis 1914 Aufgaben als Königlicher Konsul für Norwegen. 1913 erwarb er einen Anteil an der Firma Melchers.

## Rückkehr nach Bremen und Teilhaber von Melchers
1919 verließ er China und kehrte nach Bremen zurück, wo die Firma seit 1806 ihren Stammsitz hatte. 1920 wurde er Teilhaber der Firma.  Im September 1933 erfolgte seine Ernennung zum Bremer Staatsrat. Da die Firma auch die Generalvertretung des Norddeutschen Lloyds für Ostasien ausübte, konnte Lindemann auch den Vorsitz im Aufsichtsrat des Norddeutschen Lloyds übernehmen.
Zudem wurde er 1933 Aufsichtsratsmitglied der Deutsch-Amerikanischen Petroleum-Gesellschaft (ESSO AG) und der Atlas-Werke, Bremen. Lindemann übernahm zwischen 1933 und 1945 Aufsichtsratsposten in 18 Bank- und Industrieunternehmen. Im Jahr 1932 wurde er auch Mitglied in der Stiftung Haus Seefahrt, in der sich das führende bremer Wirtschaftsbürgertum organisiert und deren Schaffermahlzeiten  zur Aufnahme wichtiger wirtschaftspolitischer Kontakte im Deutschen Reich von 1936 bis 1939 wieder stattfanden.

## Unterstützung der NSDAP und SS
Seit 1932 gehörte er zum Wirtschaftskreis der NSDAP um Wilhelm Keppler, um dann ab 1935 der Nachfolgeeinrichtung Freundeskreis Reichsführer SS anzugehören, was er damit begründete, „dass auch Schlappheit und Ehrgeiz dabei waren, die mich veranlaßten, dem Freundeskreis treu zu bleiben.“ Lindemann beantragte am 21. Dezember 1937 die Aufnahme in die NSDAP und wurde rückwirkend zum 1. Mai desselben Jahres aufgenommen (Mitgliedsnummer 5.453.455), was er als unbedeutend darzustellen versuchte. Von 1933 bis 1945 wurde er in der Nachfolge von Philipp Heineken Vorsitzender des Aufsichtsrats des Norddeutschen Lloyd.
In diesen Jahren zahlte er in einen Fonds ein, der zuerst von Adolf Hitler, später von Heinrich Himmler genutzt wurde. Als Vertreter der HAPAG hatte Lindemann auch die Aufsicht über die Deutsch-Amerikanische Petroleum Gesellschaft. Diese Gesellschaft war fast vollständig im Eigentum der Standard Oil Company.

## Waffenhandel und Verwaltung eroberter Firmen in den Niederlanden
Nach dem Beginn des Zweiten Weltkriegs nahm Lindemann einen engen Kontakt mit dem deutschen Botschafter Fritz Grobba in Bagdad auf und organisierte einen Waffenhandel über die Filiale der Firma in Bagdad. Nach der deutschen Besetzung der Niederlande wurden 1940 von deutschen Behörden Maßnahmen eingeleitet, die dazu führten, dass der Konzern Unilever in deutschen Besitz kam. Dabei wurden Lindemann, Karl Blessing und Heinrich Schicht als Schutzverwalter für die Tochterfirmen von Unilever Marga, Saponia und Wemado eingesetzt. 1943 gehörte er einer Delegation an, die das deutsch-schweizerische Handelsabkommen aushandelte, womit das NS-Regime erreichte, wichtige Rohstoffe für die Kriegswirtschaft über die Schweiz zu importieren. Der Reichsminister Schwerin von Krosigk berief Lindemann persönlich in den Aufsichtsrat der mit der Produktion von Rüstungsgütern tätigen Firma VIAG.
Im September 1944 wurde er von Reichswirtschaftsminister Walther Funk zum Präsidenten der Reichswirtschaftskammer ernannt. Am Ende des NS-Regime 1945 gab er sein Vermögen mit 800.000 Reichsmark (RM) an, wovon der Anteil vom RM 500.000 die Teilhabe an der Firma Melchers & Co. gewesen sei.

## Nachkriegszeit
Nach Kriegsende wurde Lindemann mit anderen Mitgliedern der Dresdner Bank im Internierungslager USFET G-2 (USFET steht für US Forces European Theater) in Butzbach interniert. Seine Adresse gab er mit Bremen, Wachmann Str. 76, an. 1952 gehörte er wieder dem Aufsichtsrat der Dresdner Bank an. Die Deutsche Gruppe der Internationalen Handelskammer ernannte ihn nach 1945 in Anerkennung seiner Verdienste zu ihrem Ehrenpräsidenten. Im Sommer 1959 übernahm er den Posten des Vorsitzenden des Aufsichtsrats der Norddeutschen Kreditbank AG. Dabei hatte er schon seit 1931 enge Kontakte zu dieser Bank, als diese damals umorganisiert wurde. 1961 beendete er seine Tätigkeit als Seniorchef in der Firma C. Melchers & Co.

## Schriften
- Die deutsche Seeschiffahrt im Wandel der Nachkriegsjahre bis 1936. In: Deutsches Institut für Bankwissenschaft und Bankwesen: Probleme des deutschen Wirtschaftslebens, Erstrebtes und Erreichtes: eine Sammlung von Abhandlungen. Berlin 1937, S. 405.

## Ämter und Mitgliedschaften
- 1934–1945: Aufsichtsrat der Dresdner Bank – nach 1945–1965: Zentralbeirat der Dresdner Bank
- 1931–1945 und nach 1959: Aufsichtsrat der Norddeutschen Kreditbank AG, Bremen
- 1933–1945: Aufsichtsrat Norddeutscher Lloyd
- 1942–1945: Aufsichtsrat der Hamburg-Bremer Feuerversicherungs-Gesellschaft, Hamburg
- 1939–1945: Aufsichtsrat der Hamburg-Bremer Rückversicherungs-AG, Hamburg
- 1938–1945: Aufsichtsrat Deutsche Revisions- und Treuhand AG, Berlin
- 1937–1945: Aufsichtsrat Assecuranz Compagnie Mercur, Bremen
- 1940–1942: Aufsichtsrat im Unilever Konzern
- 1942–1945: Aufsichtsrat der Deutschen Bank für Ostasien
- Aufsichtsrat der Deutschen Orientbank
- 1933–1945: Aufsichtsrat der Atlas Werke AG in Bremen
- 1942–1945: Aufsichtsrat der Hamburg-Amerika Linie
- 1942–1945: Aufsichtsrat Deutsche Amerika-Linie
- 1936–1945: Aufsichtsrat Mülheimer Bergwerks-Verein
- 1939–1945: Aufsichtsrat Norddeutsche Cementfabrik
- 1931–1945: Stellvertretender Aufsichtsratsvorsitzender der Norddeutschen Woll- und Kammgarnindustrie AG Delmenhorst
- 1937–1945: Aufsichtsrat der Vereinigten Industrie Unternehmungen AG, VIAG (Dachgesellschaft)
- 1931–1945: Stellvertretender Aufsichtsratsvorsitzender der Wollgarnfabrik Tittel & Krüger und Sternwollspinnerei AG Leipzig
- Handelskammer Bremen
- Haus Seefahrt Bremen (ab 1932)
- Kaiser-Wilhelm-Gesellschaft Berlin
- Präsident des Verwaltungsrats des Instituts für Weltwirtschaft an der Universität Kiel
- 1934–1942: Aufsichtsrat der Deutsch-Amerikanischen Petroleum AG (ESSO)
- Vorstand der Ostasiatischen Vereinigung Hamburg-Bremen
- Ausschuss für den Austausch junger Kaufleute Berlin[20]
- 1936–1945: Beirat der Deutschen Reichsbank[21]